# Hydrophis parviceps
Hydrophis parviceps är en ormart som beskrevs av Smith 1935. Hydrophis parviceps ingår i släktet Hydrophis och familjen giftsnokar och underfamiljen havsormar. Inga underarter finns listade i Catalogue of Life.
Denna orm förekommer i havet södra Vietnam. Födan utgörs av ålar. Honor lägger inga ägg utan föder levande ungar. Ormen bett är giftigt.
Troligtvis dödas några exemplar som bifångst under fiske. IUCN kategoriserar arten globalt som otillräckligt studerad.